# Luigi Veronelli
Luigi Veronelli (né le 2 février 1926 à Milan et mort le 30 novembre 2004 à Bergame en Italie d'un cancer) est un œnologue, critique gastronomique, anarchiste et écrivain italien.

## Biographie
Luigi Veronelli a été une figure centrale pour la valorisation et la diffusion du patrimoine enogastronomique italien. Il a été protagoniste de dures batailles pour la préservation des diversités agricoles et alimentaires, qui ont permis la création de la Denominazione comunale d'origine (it) (De.C.O.).